# Жанжан, Поль
Поль Жанжан (фр. Paul Jeanjean; 1 ноября 1874, Монпелье, Франция — 9 января 1929, Босолей, Франция) — французский кларнетист и композитор.
Был солистом Оркестра республиканской гвардии, затем Филармоническом оркестре Монте-Карло.
Был учеником Сириля Роза. В основном известен своими композициями для кларнета (этюдами и упражнениями), но также писал и для других инструментов (фагота, корнета).

## Сочинения
- 18 études de Perfectionnement
- 16 Études Modernes
- 3 книги по 20 этюдов под названием Études Progressives et Mélodiques
- 25 «Технических и мелодических упражнения»," в 2 томах
- Vade-Mecum для кларнета, 6 специальных упражнений
- Au clair de la lune
- Arabesques
- Clair matin
- Brillantes Variations sur le Carnaval de Venise (1894)

## Дискография
- Clarinettist Composers. Adrás Horn, Anna Granik. Hungaroton. 2005
- Cahuzac: The Works for Clarinet and Some of His Favourite Pieces. Guy Dangain, Misaki Baba. Phaia. 2012
- Music for Clarinet & Piano. Julian Bliss, Julien Quintin. EMI. 2004